# 天地姻缘七仙女
《天地姻缘七仙女》（英語：Love of Seven Fairy Maidens）是2011年由中国大陆的北京艺德环球文化艺术有限公司出品、东阳优赛传媒有限公司发行的50集大型古装神话电视连续剧。为《欢天喜地七仙女》的第二系列作品，剧中角色的演员全员更换，除了在该剧中饰演五仙女的刘洋还有饰演千里眼、顺风耳的孔庆三和尚言生，剧情也与前作毫无关联。本剧筹拍时预先选好了演员，最后因不明原因临阵换角，将原本饰演五仙女的杨若兮给换下。该剧于2010年1月13日在北京开机，历经3个多月的拍摄，于4月15日在无锡影视基地顺利杀青，随后转回北京进行后期制作。于2011年2月23日至3月12日首期登陆安徽影视频道风云大剧院每晚19:30三集连播。2012年8月4日广东/广西/贵州卫视上星。

## 概要
- 该作打造的是中国神话版的《哈利·波特》[6]，剧情主线围绕着五仙女青儿展开，前作的主角为七仙女紫儿，本作的主角为五仙女青儿。
- 该剧是国产神话剧中首次加入时尚元素的电视剧。剧中的部分台词与剧情加入了时尚潮语和现代词汇，对现实生活不断进行调侃、打趣[7]。剪彩、富二代、打工、蜘蛛侠、话筒、空中显示屏、口罩等现代风尚均有出现。
- 本剧首次将好莱坞大片拍摄手段引入，还特别邀请了好莱坞特效制作团队，用高科技技术灵活的运用该剧中，此次制作投入了高达3000万人民币的特技经费[8]，历经8个多月的制作，打造总时长3万余秒的电脑特效[9]。

## 剧情大纲
一千年以前，天界的火龙子与小龙女发生了一段恋情而触犯了天规。为付出代价而被迫饮下忘情水，化作了彩云。火龙子因此而大怒，杀上天庭，摧毁了灵霄宝殿，之后出关的元始天尊将火龙子的龙珠之力封印起来，将其打下了凡间，压在了降龙山的火山口里。三界才得以太平。
千年之后，雪麟童失手解开了龙珠的封印，火龙子从沉眠中苏醒过来。七位仙女为了诺言纷纷下凡，都各自上演着一段浪漫而又艰辛的爱情故事。最终，火龙子再次得到龙珠，杀上天庭。七位仙女将再次团结起来各显神通，将火龙子击败。王母大怒，将所有有情人饮下忘情水，阻止再让爱情生出不该有的事端来。

## 角色介绍

### 天庭角色

#### 七位仙女
大仙女／红儿
（饰：蓝燕）
天庭的大公主。具有稳重成熟的性格。由于自己的如意郎君奎星在天界不求上进，大仙女只好迫使奎星找回自尊，总让他去做一些积极上进的事。奎星受不了大仙女的再三摆布从而流落到人间与轩辕山的蜘蛛精作伴，大仙女为此伤心不已而下凡寻找奎星，在人间她遇到了以算卦为生的东方吟，而稍有放弃奎星的想法。找到奎星后，奎星有了改过自新的念头，大仙女便开始考验奎星，给他回头的机会。后与奎星一同回到天庭，重归于好。护身法宝是石榴石，代表花为红玫瑰，关键词为“高贵”，口头禅是“不需要向我汇报吗？”。
二仙女／橙儿
（饰：周扬）
在本作中为一个“拜金女”的形象。性格比较大条，稍微有些“二”。并熟知佛家的养生健身之道。在天上天下是引领时髦风尚的主要代表。因借用千里眼的法宝巡视人间的生活而发现了城县首富上官子兰，便对他一见钟情，于是便私自偷偷的下凡与上官子兰相见了，之后他俩天天在凡间过着奢华富贵的生活，在人间引起了不小的时尚潮流。当在人间的财产及繁华破落后，二仙女为了赚钱私自开设了个瑜伽班，但最终被官府查封。随后欠下外债的上官子兰被关进了大牢中，二仙女后悔不已把自己的橙琉璃手镯留给了他当做个想念，自己则去投奔七仙女。两人已开始分不清他们究竟是彼此容貌的吸引还是彼此真心的相爱。后来二仙女想通后从大牢中把上官子兰救了出来，之后便陪同上官子兰一同做起了卖盒饭的生意。在紫霞玉女打劫上官子兰时，二仙女出手相救，拥有能够束缚紫霞玉女的法力，被蜘蛛精评为“二公主长得如花似玉的，下起手来却比毒蝎还狠！”，可见二仙女的法力远在四仙女之上，四仙女曾被紫霞玉女打倒过。由于金蝎上了瑜伽班后独创了蝎子功，把二仙女称为她的师父。护身法宝是佛家八宝之一（上官子兰口述）的橙琉璃手镯，代表花为水仙，关键词为“自信”，最後和上官子蘭在一起。
三仙女／黄儿
（饰：刘紫欢）
在本作中为一个“野蛮女友”的形象。是个野蛮彪悍而又暴力的黄衣仙女。三仙女尾随王母与太白金星到人间考察，与鱼曰发生了一段小插曲，后来担心七妹总是为鱼曰操心而慢慢变老，便执意让王母把鱼曰送到修仙预科班去。后来邂逅了捕快王瑾，原本王瑾在没有遇到三仙女时，他的意中人是婉儿，后来三仙女作为“小三”穿插在他们中间，她总是对王瑾耍个性耍刁蛮，王瑾最终被她折服，放弃了婉儿。她也总是爱去挑战极端，独自去与金蝎对抗，王瑾因挡在三仙女前面而不慎中了蝎毒而丧命，金蝎也负伤逃跑。后来为救王瑾不惜跑遍三山九岛，上天庭毁天牢然而还是未能救得王瑾，之后又大闹地府打败了小黑小白才强行劫走了王瑾的魂魄，因而救得王瑾。因此毁坏天牢并劫持牢中酒仙而遭到天庭的通缉。任何对手见了三仙女都要退避三舍，再加上习得太上老君的九九八十一神功之一的红袖添乱，法力与武功是众姐妹中是最强的一个。护身法宝是黄水晶，代表花为秋海棠，关键词为“率真”，口头禅是“看什么看？不认识啊，要不要介绍一下啊？”，最後和王瑾在一起。
四仙女／绿儿
（饰：张俪）
在本作中被誉为最美艳的仙女。性格善良老实，耳根子软。因宠物玉貂追逐着红线偷跑下凡，四仙女紧追其后来到凡间。在玉貂快被馋鬼吞入口中时与馋鬼一番恶斗，后遭到饲鬼的暗算而不小心受到诅咒，一瞬间使自己的美丽容颜尽毁而变成一个丑女。后与落难王子刘平相遇后便走在了一起。为了恢复容貌，四仙女和馋鬼带上刘平一同踏上了寻找火龙子解开诅咒的旅途。但刘平总是因为她那丑陋的容貌而疏远于她，但她却勇敢的奋不顾身的陪伴在刘平的身边，最终他们两人的真爱解除了四仙女身上所中的诅咒，容貌恢复后，又被天界强逼饮下忘情水而忘却了他们俩这段艰辛的爱情。刘平明明是喜欢她的，但“我喜欢你”这句话没能向四仙女说出口而成为四仙女忘记刘平后唯一的遗憾。护身法宝是绿宝石，代表花为四叶草，关键词为“勇气”，口头禅是“用我的一生陪你够不够？”，最後和劉平在一起。
五仙女／青儿
（饰：刘洋）
本作的主人公。性格活泼刁蛮又任性。在天界时总是爱去找元始天尊的二徒弟雪麟童下棋。由于自己的天生任性而使雪麟童做出了错误的决定，从而失手放出了封印千年的火龙子。雪麟童被判定要贬下凡间时，五仙女懊悔不已。离别之时，五仙女对雪麟童立下誓言说一定会到凡间去找他。五仙女来到凡间受到梅若莹的保护而找到了雪麟童，此时的雪麟童已是景暄，已经没有任何自己曾经是神仙的记忆了，但五仙女始终在不停地追寻着他的踪迹。后来被太上老君暗算被迫饮下了忘情水，不仅忘了雪麟童的事也忘了自己是谁。最终梅若莹复原了青金石，让阎王（小阎）帮助五仙女找回了记忆。根据王母所言，五仙女发脾气的时候像三仙女那样暴躁，安静的时候又像四仙女那样老实，道行法力也与七仙女差不多。护身法宝是青金石戒指，代表花为彼岸花，关键词为“浪漫”，口头禅是“你还不知错吗？”，最後和雪麟童在一起。
六仙女／蓝儿
（饰：阳蕾）
天庭的六公主。一直仰慕火龙子与小龙女的浪漫爱情。在火龙子与小龙女被拆散后，六仙女一直想帮助他们挽回他们的爱情。小龙女化作彩云后，六仙女便在小龙女常在的岩洞中徘徊，便把火龙子之后所发生的一切全都刻画在岩壁上，而唤醒了小龙女的记忆而使小龙女下界去寻找火龙子，六仙女便下凡去帮助他们，然而小龙女的决议使她改变了原来的想法，便努力的劝说让火龙子过回普通幸福的生活，不要再惹出不该发生的事端来。由于火龙子不知悔改，六仙女便宣言如果火龙子执意要反上天庭，她将会协助天兵与他战斗。拥有王母赐予的护身宝剑“七星伏魔剑”，后来宝剑被沈瑞（火龙子）拿走变成了一只金钗，只有他说一声“讨厌”的时候就能解咒变回原样。护身法宝是海蓝宝石项链，代表花为铃兰，关键词为“纯洁”。
七仙女／紫儿
（饰：白雨）
天庭的七公主。与董永在凡间过着贫苦的生活。后来王母下界巡查给了他们些银两让他们过上小康生活，便和董永一起开了一家人、仙、妖都可以去的客栈—仙客来。在凡间的时候由于七仙女的紫晶被鱼曰拿去做实验，在失去紫晶的情况下，原本道行并不高的七仙女法力逐渐下降，在对抗金蝎手下的小妖时表现得极为吃力。护身法宝是紫晶，代表花为龙胆，关键词为“智慧”，口头禅是“我要和你一起携手慢慢变老”。

#### 其他神仙
王母娘娘
（饰：万美汐）
在本劇是眾仙女之母，因為有了董永這個例子，因此非常反對女兒和凡人相戀。
太上老君
（饰：许文广）
在本劇也同樣阻攔仙女們與凡人相戀，尤其針對雪麟童。
太白金星
（饰：梁家仁）
有點胖胖愛打瞌睡的神仙，尤其好吃，是王母的親信之一。
月老
（饰：朱晓春）
負責為人間的姻緣牽線搭橋，當然還包括仙女們的姻緣也是他一手策畫的。
托塔天王
（饰：李为民）
奎星
（饰：耿胜凯）
一開始崇尚大男人主義，後來下凡漸漸改變自己，與大仙女重歸於好。
小龙女
（饰：李依晓）
和火龍子相戀卻無法相守，直到火龍子被廢去仙法後終於永久的可以在一起。
紫霞玉女（飞天玉蝠）
（饰：于珈）
紫霞玉女以三种身份出现在剧中，一是紫霞仙女的形象，二是令狐大人（女扮男装）的形象，三是蝙蝠女妖的形象。原本是天界紫霞仙宫的宫主，后来偶遇二郎神，二人便相爱了。由于二郎神怕私情暴漏，便抛弃了紫霞玉女。紫霞玉女便私自下界，习剑消愁，不料被林中幽灵蝙蝠袭击，从而改变了紫霞玉女的基因变成了蝙蝠女妖，声称轩辕山为自己的领地。她还收留了一个叫阿福的徒弟，与蜘蛛精与白晶晶一同为虎作伥。由于妖怪也要开销，所以做起了赏金猎人（杀手）这个职业，为了大赚一笔，他接下了暗杀楚侯刘平的买卖，便装扮成令狐大人的形象笼络官差缉拿反贼刘平。
酒仙
（饰：冷中易）
最後和金蠍在一起。
二郎神
（饰：卢杰君）
嫦娥
（饰：谷农舍）
天篷元帅
（饰：周德华）
迷戀嫦娥，最後跟高翠蘭在一起。
阎王
（饰：高晓攀）
暱稱小閻，精通無限溫柔怕怕拳，將此拳法傳給雪麟童。
食神/搀鬼
（饰：张野）
原本是天庭的御厨，由于众神仙在神仙大会上极其不满菜肴而大闹起来，王母一气之下传令将食神贬下凡间。在下凡间的途中被扫把星钻了空子而坠落凡间成了馋鬼。来到凡间后非常的饿，不慎把火龙子的肉体给吃了，后被火龙子下了诅咒，让他什么都可以吃，就是不可以吃人，而且无论吃什么都没味道。由于饿的没办法，打算将送上门来的玉貂给吃了，后被四仙女阻拦。不慎把四仙女的容颜给毁了，最後帶著軒轅劍上天庭滅掉火龍子後解除詛咒，恢復仙身。
观音菩萨
（饰：章燕敏）
顺风耳
（饰：尚言生）
千里眼
（饰：孔庆三）
雪麟童／景暄
（饰：吴庆哲）
一個天庭木頭，元始天尊之徒，火龍子之師弟，代表色為銀色，天庭未承認的五女婿，下凡後變得玩世不恭，樂天知命，在人間和五公主的感情漸漸升溫，習得天地心經、蒼蠅十八拍和無限溫柔怕怕拳，最後和五公主相戀。

### 人间角色
雪麟童／景暄
（饰：吴庆哲）
一個天庭木頭，元始天尊之徒，火龍子之師弟，代表色為銀色，天庭未承認的五女婿，下凡後變得玩世不恭，樂天知命，在人間和五公主的感情漸漸升溫，習得天地心經、蒼蠅十八拍和無限溫柔怕怕拳，最後和五公主相戀。
梅若莹
（饰：陈浩民）
一個專門打妖怪練經驗的驅魔人，得到太上老君真傳奉命監督五公主在人間的一舉一動，卻沒想到自己竟然也對五公主有種不一樣的感覺，後來和章婉兒在一起。
上官子兰
（饰：李解）
一個闊綽少爺，天庭未承認的二女婿，本來對花錢一事不是很看重，直到家財敗光才知道賺錢的不易，和二公主相戀，並且在人間開設有間飯店，藉此賺進了大把鈔票。
王谨
（饰：卫明）
章府的捕頭，天庭未承認的三女婿，為人正直，卻對女孩子沒辦法，夾在婉兒和三公主間不知所措，完全無法表達內心情感，後來和三公主相戀，並向婉兒坦承自己與她之間只是兄妹的關係。
刘平
（饰：戚迹）
落魄的楚國貴族，天庭未承認的四女婿，本來是外貌協會，後來意識到外表不重要，一個人的內心才重要，與四公主相戀，不過他的容貌卻不小心被魚曰毀了。
董永
（饰：郑晓东）
和七仙女在凡間過著簡單且幸福的生活，天庭的小女婿且是唯一承認的女婿，仙客來的老闆，常常像女生一樣嘮叨，十分溺愛魚日。
鱼日
（饰：洪连城）
修仙預科班的學生，熱愛發明，魚日的表弟，個性放蕩不羈，不過卻不慎毀了劉平的容。
东方吟
（饰：李晟毓）
一個油嘴滑舌的算卦先生，和景暄一開始不對盤，後來成為至交好友，縱然喜歡大仙女卻無法相守，最後落寞一人。
婉儿
（饰：郝笑雨）
章府的大小姐，驕縱任性，喜歡王瑾，因此常跟三公主吵架，後來與劉平有婚約，後解除，最後和梅若瑩在一起。

### 反派角色
火龙子／沈瑞
（饰：赵鸿飞）
元始天尊的大徒弟，雪麟童的師兄，代表色為金色，與小龍女相戀卻無法相守，因此以愛為名發誓反攻天庭，後來被七位仙女擊敗，被師父剃去仙骨成為凡人，與小龍女永久廝守。
金蝎／俞真真
（饰：于娜）
和酒仙有一段情，因為酒仙的風流故而在人間作亂，其實本性並不壞，曾是二仙女開的余家班的學生，自創蠍子功，最後和酒仙在一起。
蜘蛛精
（饰：张娜）
和奎星是好友，一開始暗戀奎星，後來將他讓給大仙女。
黑山老妖
（饰：李棋）
曾是雪麟童的學生後反目，只是為了得到石室玄機的秘密，後來選擇留在人間不再作亂，與六仙女常常在一起聊天。

## 主创人员
- 总出品人：肖岗
- 出品人：林荣强、云飞、王焰
- 总监制：任仲伦、关方方、陈华、赵春涛、曾国欢、白芳芹、周利明、彭琦
- 监制：陈永光、张建强、徐浩、杨新州
- 执行监制：张同宪、古忠
- 总策划：宋斌、吴华、倪雪华、肖红、黄承联
- 策划：曹蕾、罗敏、刘澍、张欣
- 制片人：王品、许文广、夏杰
- 美术指导：张同宪
- 特技指导：张升
- 摄影：詹伯雄
- 编剧：李梦
- 导演：霍耀良
- 制作人：肖岗
- 剧照：刘星

## 主题歌
片头曲
《仙女》
作词：吴琼、yoyo／作曲：dj／演唱：吴琼
“天宫岁月太凄清、朝朝暮暮数行云”一段摘自邵氏电影《七仙女》中的黄梅唱词。
片尾曲
《天地记》
作词：萨顶顶／作曲：Matius De Vries、萨顶顶／演唱：萨顶顶

## 画册
- 天地姻缘七仙女 限定画册
  - 2010年北京电视节上发行的抢手限量画册。